# Kruševo (Leposavić)
Pour les articles homonymes, voir Kruševo (homonymie).
Kruševo en serbe latin et Krushevë en albanais (en serbe cyrillique : Крушево) est une localité du Kosovo située dans la commune/municipalité de Leposavić/Leposaviq, district de Mitrovicë/Kosovska Mitrovica. Selon des estimations de 2009 comptabilisées pour le recensement kosovar de 2011, elle compte 15 habitants, dont une majorité de Serbes.

## Géographie
Kruševo/Krushevë est situé à 6 km à l'ouest de Leposavić/Leposaviq, sur la rive gauche de la rivière Ibar et sur les pentes orientales du mont Rogozna.

## Démographie

### Évolution historique de la population dans la localité
| 1948 | 1953 | 1961 | 1971 | 1981 | 1991 | 2009 |
| ---- | ---- | ---- | ---- | ---- | ---- | ---- |
| 77   | 88   | 84   | 68   | 44   | 22   | 15   |

|  |